# علی‌اصغر آموخته
علی‌اصغر آموخته (۱۲۸۴، بندر انزلی - ۱۳۵۸، تهران)  یکی از پیشگامان حسابداری ایران در قرن بیستم میلادی در دانشگاه و حرفه است.

## زندگی‌نامه
علی‌اصغر آموخته در سال ۱۲۸۴ در خانواده‌ای فرهنگی، در بندرانزلی به دنیا آمد. پدرش در وزارت معارف وقت به کار اشتغال داشت. او تحصیلات ابتدایی خود را در مدرسه هدایت و دوره متوسطه را در مدرسه علمیه تهران گذراند. از سال ۱۳۰۰ (سن ۱۶ سالگی) وارد خدمات دولتی شد. مدت ۶ سال در اداره فرهنگ گیلان مشغول به کار بود. از ۱۳۰۶ تا ۱۳۱۵ در بانک شاهنشاهی ایران در تهران کار می‌کرد. در این مدت کار حرفه‌ای را کافی ندانست و همچنان به مطالعه و گسترش آموخته‌هایش ادامه داد. وی ضمن آموزش زبان انگلیسی، فرانسه و روسی، به صورت مکاتبه‌ای، دانشجوی انجمن بانکداری لندن شد و در زمینه‌های حسابداری تجاری، صنعتی، بانکی و اقتصاد ارز خارجی تحصیلات عالی خود را دنبال کرد. سه سال بعد برایش فرصتی فراهم آمد تا با کار کردن در بانک فلاحتی و صنعتی ایران، وزارت بازرگانی و شهرداری تهران، خود را برای ورود به اصلی‌ترین محل کارش آماده‌تر کند.

## سِمت‌ها و مدارج اداری
آموخته در خرداد ۱۳۱۸ به عنوان کارمند، با امضای نماینده مختار، کار خود را در اداره حسابداری کل بانک ملی ایران شروع کرد. این آغاز دوره‌ای طولانی، پرکار و مؤثر بود که سیر آن چنین ادامه یافت:
- مهر ۱۳۱۸: رئیس اداره دوم اداره حسابداری کل بانک ملی ایران
- آذر ۱۳۱۸: انتقال به وزارت دارایی به عنوان رئیس اداره کل حسابداری قسمت اقتصادی
- دی ۱۳۲۱: رئیس اداره کل حسابداری بانک ملی ایران
- مهر ۱۳۲۷: رئیس نمایندگی بانک ملی ایران در لندن
- تیر ۱۳۳۲: نماینده بانک ملی ایران در کمیسیون ارز
- فروردین ۱۳۳۴: عضویت در هیئت مدیره بانک رهنی
- بهمن ۱۳۳۸: پس از ۳۸ سال خدمت دولتی بازنشسته شد.

## درگذشت
علی‌اصغر آموخته در اول فروردین ماه ۱۳۵۸ درگذشت.

## تالیفات
وی طی دوره مسئولیت خود در سمت ریاست اداره کل حسابداری بانک ملی ایران دو یادگار ارزشمند از خود به جای گذاشت که اکنون نیز در دیده صاحبنظران همچنان ممتاز و برجسته است:
- کتاب علم حسابداری دوره اول
- کتاب علم حسابداری دوره دوم

مشتمل بر معاملات ارزی و عملیات حسابداری آنها، همراه با فصلی مشروح در تنظیم ترازنامه‌ها، دوکتابی است که همچنان ما را با دلسوزی، دقت نظر و عمق بینش مرحوم آموخته آشنا می‌کند. این دو کتاب که در سال‌های ۱۳۲۴ و ۱۳۲۶ چاپ و منتشر شده.